# Трейси, Дэвид
Дэвид Трейси (англ. David W. Tracy; 6 января 1939, Йонкерс, Нью-Йорк — 29 апреля 2025, Чикаго, Иллинойс) — американский философ религии и римско-католический теолог. Доктор (1969). Именной заслуженный сервис-профессор (эмерит) Школы богословия Чикагского университета и его Committee on Social Thought. Член Американского философского общества (2020).
В 1963 году был рукоположен в священники.
Докторскую степень получил в Папском Григорианском университете, где перед тем получил лиценциат в 1964 году. В 1967—1969 годах преподавал в Католическом университете Америки. Затем перешёл в Школу богословия Чикагского университета, где ныне именной заслуженный сервис-профессор (эмерит; Andrew Thomas Greeley and Grace McNichols Greeley Distinguished Service Professor, заслуженный сервис-профессор с 1985), также член Committee on Social Thought. Член Американской академии искусств и наук (1982). Удостоился нескольких почетных докторских степеней.
Один из редакторов-основателей Religious Studies Review, многолетний член редколлегии Concilium.
Автор восьми книг и многих статей.
Автор Blessed Rage for Order (1979), The Analogical Imagination (1981), Plurality and Ambiguity (1987), Dialogue with the Other: The Inter-religious Dialogue (1990), On Naming the Present: Reflections on God, Hermeneutics, and Church (1994), сборников эссе Fragments: the Existential Situation of Our Time (2020) и Filaments: Theological Profiles (2020).
Скончался 29 апреля 2025 года в возрасте 86 лет в Чикаго.